# 漫威Netflix系列電視劇
漫威Netflix系列電視劇（英語：Marvel's Netflix television series）是基於漫威漫畫出版物中的角色製作的超級英雄系列電視劇，由漫威電視和ABC工作室共同開發製作，2015年至2019年於串流媒體平台Netflix播出。本系列電視劇屬於漫威電影宇宙，與其中的系列電影和其他電視劇處於共同的架空世界。2019年8月，漫威對旗下電視劇統籌分類時，將Netflix系列電視劇稱為「漫威街頭英雄」（Marvel Street-Level Heroes）系列或「漫威騎士」（Marvel Knights）系列。
2013年11月，漫威與Netflix達成合作協議，製作多部電視劇，依次為《夜魔俠》（2015–2018年）、《傑西卡·瓊斯》（2015–2019年）、《盧克·凱奇》（2016–2018年）和《鐵拳俠》（2017–2018年），以及英雄集結電視劇《捍衛者聯盟》（2017年）。此外，雙方還製作了《夜魔俠》衍生劇《制裁者》（2017–2019年）。
劇集均在紐約州拍攝。查理·考克斯飾演「夜魔俠」馬修·默多克，克萊斯汀·瑞特飾演潔西卡·瓊斯，麥克·寇特飾演盧克·凱奇，芬恩·瓊斯飾演「鐵拳俠」丹尼爾·蘭德，四人均領銜主演《捍衛者聯盟》。此外，喬·博恩瑟飾演「制裁者」法蘭克·卡索。羅莎里奧·道森等多名演員出現於多部劇集之中。
漫威的母公司迪士尼計劃推出自己的串流媒體平台Disney+。2019年2月，Netflix宣佈取消開發漫威劇集。而相關角色則隨雙方合約於2021年到期後正式被允許於其他漫威作品中登場。2022年2月28日，迪士尼與Netflix宣佈下架全部漫威Netflix劇集，之後迪士尼宣佈全部劇集將會在3月16日上架Disney+。

## 開發
2013年10月，漫威准备了4部影集與1部迷你劇，加起來共60集的電視系列提供给隨選視訊和有線電視，而Netflix、亞馬遜視頻與WGN America皆對此合作有興趣。2013年11月，迪士尼宣布夜魔俠、杰西卡·琼斯、鐵拳俠、盧克·凱奇與捍衛者聯盟的真人影集將提供给Netflix。迪士尼CEO羅伯特·艾格称之所以选择Netflix是因为“迪士尼意識到可經串流媒體服務，来增加觀眾對漫畫角色人物的喜愛”。他补充道，如果角色受到欢迎，這些系列或許會拍成電影。2014年2月，在漫威短片《王者万岁》的記者會上，编剧兼导演的德鲁·皮尔斯证实Netflix系列将存在於漫威电影宇宙中。
2014年2月，漫威宣布Netflix系列将于2014年中旬在纽约市開拍，并确认《捍卫者联盟》前的电视剧都為1集1小時、共13集長度的电视剧，而《捍卫者联盟》将會是4到8集的电视剧。2014年4月，漫威漫画总编辑喬·昆薩達证实该系列电视剧是設定在漫威電影宇宙中，且電視系列將与电影有所联系。另外，昆薩達還補充道，Netflix系列將如Netflix旗下自製影集一樣，劇集會一次性的釋出，並不會一集一集的釋出，並以此鼓励观众观看Netflix系列。该系列每部大约有一年的时间间隔。2015年1月，Netflix首席營運長泰德·沙朗達斯表示有些系列可能會間隔8個月，抑或是15个月，並補充說明表示他们並不想制作一个發布時間表，他們希望可以給予劇組、演員與團隊足够的空间和时间，來完成一系列好作品。
2014年6月，漫威電影宇宙电影制片人凯文·費吉表示他相信Netflix系列會屬於漫威電影宇宙旗下，就如ABC一樣，不過在加入與電影相關「有趣」的拼圖前，認為必須確保每部系列都能如电影般堅固。2014年8月，Netflix旗下任何系列都可以与漫威影業作品交叉，Netflix的主席沙朗達斯對此说道：「这肯定為人津津乐道。」2014年10月，費吉表示Netflix系列的角色有机会在《復仇者聯盟3：無限之戰》中登场。
2015年4月，漫威電視主席兼系列执行製作的洛布解释道：「在漫威漫画中，杰西卡·琼斯、马特·默多克、丹尼·兰德和卢克·凯奇都曾有合作关系，而他们也都在纽约的同一惡劣環境下成長，用他們的眼光看世界。而这意味着这些电视剧都是雷同的嗎？不，這是不同的。他们每个人物都有著不同的情緒、不同的難题與不同的感受。虽然我不认为他们是不同於我們的，就好比《美國隊長2：酷寒戰士》和《星際異攻隊》。如果你重複看著這些系列，會覺得很驚奇，你會感覺到「哦，这仍然是我一同存在的宇宙。」2015年7月，沙朗達斯表示每部电视都可能會有許多季，並補充说道劇集中將會介紹其他漫畫角色如制裁者等，而這些角色都有機會發展成衍生劇，而此話證實了艾格先前表示劇集人物可能會衍生成電影一席話。沙朗達斯表示认为理想的發布節奏是每6个月推出舊有系列的新季或是新系列，一旦4部电视剧的第一季都釋出后，將会正式推出《捍卫者联盟》。
2016年1月，Netflix公司正在进行《夜魔侠》衍生电视剧《制裁者》的早期制作，并在寻找制作人。2016年4月，漫威和Netflix订购《制裁者》，确认Bernthal参与该剧和史蒂夫·莱特富为制作人。

## 電視劇
| 劇集            | 季數 | 集数 | 集数 | 上線日期       | 上線日期       | 电视网  | 節目統籌                     |
| --------------- | ---- | ---- | ---- | -------------- | -------------- | ------- | ---------------------------- |
| 《夜魔俠》      | 1    | 13   | 13   | 2015年4月10日  | 2015年4月10日  | Netflix | 史蒂芬·S·迪奈特              |
| 《夜魔俠》      | 2    | 13   | 13   | 2016年3月18日  | 2016年3月18日  | Netflix | 道格·佩特里和馬可·拉米雷斯   |
| 《夜魔俠》      | 3    | 13   | 13   | 2018年10月19日 | 2018年10月19日 | Netflix | 埃里克·奧萊森                |
| 《傑西卡·瓊斯》 | 1    | 13   | 13   | 2015年11月20日 | 2015年11月20日 | Netflix | 梅麗莎·羅森堡                |
| 《傑西卡·瓊斯》 | 2    | 13   | 13   | 2018年3月8日   | 2018年3月8日   | Netflix | 梅麗莎·羅森堡                |
| 《傑西卡·瓊斯》 | 3    | 13   | 13   | 2019年6月14日  | 2019年6月14日  | Netflix | 梅麗莎·羅森堡和斯科特·雷諾茲 |
| 《盧克·凱奇》   | 1    | 13   | 13   | 2016年9月30日  | 2016年9月30日  | Netflix | 曹·霍達瑞·寇克               |
| 《盧克·凱奇》   | 2    | 13   | 13   | 2018年6月22日  | 2018年6月22日  | Netflix | 曹·霍達瑞·寇克               |
| 《鐵拳俠》      | 1    | 13   | 13   | 2017年3月17日  | 2017年3月17日  | Netflix | 史考特·巴克                  |
| 《鐵拳俠》      | 2    | 10   | 10   | 2018年9月7日   | 2018年9月7日   | Netflix | M·瑞文·梅兹纳                |
| 《捍衛者聯盟》  | 1    | 8    | 8    | 2017年8月18日  | 2017年8月18日  | Netflix | 馬可·拉米雷斯                |
| 《制裁者》      | 1    | 13   | 13   | 2017年11月17日 | 2017年11月17日 | Netflix | 史蒂夫·萊福特                |
| 《制裁者》      | 2    | 13   | 13   | 2019年1月18日  | 2019年1月18日  | Netflix | 史蒂夫·萊福特                |

## 演員及角色
| 角色               | 《夜魔俠》     | 《傑西卡·瓊斯》 | 《盧克·凱奇》 | 《鐵拳俠》      | 《捍衛者聯盟》  | 《制裁者》     |
| ------------------ | -------------- | --------------- | ------------- | --------------- | --------------- | -------------- |
| 巴庫托             |                |                 |               | 拉姆·羅德里格斯 | 拉姆·羅德里格斯 |                |
| 盧克·凱奇          |                | 麥克·寇特       | 麥克·寇特     |                 | 麥克·寇特       |                |
| 法蘭克·卡索 制裁者 | 喬·博恩瑟      |                 |               |                 |                 | 喬·博恩瑟      |
| 馬爾科姆·杜卡斯    |                | 埃卡·達維爾     |               |                 | 埃卡·達維爾     |                |
| 傑琳·霍加思        | 凱莉-安·摩絲客 | 凱莉-安·摩絲    |               | 凱莉-安·摩絲客  | 凱莉-安·摩絲客  |                |
| 潔西卡·瓊斯        |                | 克萊斯汀·瑞特   |               |                 | 克萊斯汀·瑞特   |                |
| 米斯蒂·奈特        |                |                 | 西蒙尼·米斯克 | 西蒙尼·米斯克   | 西蒙尼·米斯克   |                |
| 馬修·默多克 夜魔俠 | 查理·考克斯    |                 |               |                 | 查理·考克斯     |                |
| 艾麗卡             | 艾洛蒂·袁      |                 |               |                 | 艾洛蒂·袁       |                |
| 福吉·尼爾森        | 埃爾登·漢森    | 埃爾登·漢森客   | 埃爾登·漢森客 |                 | 埃爾登·漢森     |                |
| 凱倫·佩吉          | 黛博拉·安·霍爾 |                 |               |                 | 黛博拉·安·霍爾  | 黛博拉·安·霍爾 |
| 丹尼爾·蘭德 鐵拳俠 |                |                 | 芬恩·瓊斯     | 芬恩·瓊斯       | 芬恩·瓊斯       |                |
| 棍叟               | 斯科特·格倫常  |                 |               |                 | 斯科特·格倫     |                |
| 克萊爾·坦普爾      | 羅莎里奧·道森  | 羅莎里奧·道森客 | 羅莎里奧·道森 | 羅莎里奧·道森   | 羅莎里奧·道森   |                |
| 布萊克·塔沃        | 史蒂芬·賴德    |                 | 史蒂芬·賴德客 |                 |                 |                |
| 帕茜·沃克 地獄貓   |                | 瑞秋·泰勒       | 瑞秋·泰勒客   |                 | 瑞秋·泰勒       |                |
| 科林·溫            |                |                 | 傑西卡·亨維克 | 傑西卡·亨維克   | 傑西卡·亨維克   |                |

## 迴響

### 評價
| 影集            | 季數 | 季數 | 爛番茄           | Metacritic     |
| --------------- | ---- | ---- | ---------------- | -------------- |
| 《夜魔俠》      |      | 1    | 99%（71篇評論）  | 75（22篇評論） |
| 《夜魔俠》      |      | 2    | 81%（57篇評論）  | 68（13篇評論） |
| 《夜魔俠》      |      | 3    | 97%（64篇評論）  | 71（6篇評論）  |
| 《傑西卡·瓊斯》 |      | 1    | 94%（80篇評論）  | 81（32篇評論） |
| 《傑西卡·瓊斯》 |      | 2    | 83%（86篇評論）  | 70（19篇評論） |
| 《傑西卡·瓊斯》 |      | 3    | 74%（38篇評論）  | 65（7篇評論）  |
| 《盧克·凱奇》   |      | 1    | 90%（72篇評論）  | 79（30篇評論） |
| 《盧克·凱奇》   |      | 2    | 85%（62篇評論）  | 64（13篇評論） |
| 《鐵拳俠》      |      | 1    | 20%（84篇評論）  | 37（21篇評論） |
| 《鐵拳俠》      |      | 2    | 55%（47篇評論）  | 39（6篇評論）  |
| 《捍衛者聯盟》  |      | 1    | 78%（100篇評論） | 63（30篇評論） |
| 《制裁者》      |      | 1    | 67%（78篇評論）  | 55（26篇評論） |
| 《制裁者》      |      | 2    | 60%（35篇評論）  | 58（6篇評論）  |

## 衍生媒體

### 漫画書
| 標題                   | 期數 | 出版日期      | 出版日期      |
| 標題                   | 期數 | 首期          | 終期          |
| ---------------------- | ---- | ------------- | ------------- |
| Marvel's Jessica Jones | 1    | 2015年10月7日 | 2015年10月7日 |

## 備註
1. ↑  Netflix系列影集于2022年2月28日全数下架，并于2022年3月16日上线Disney+[16]。